# Callum Skinner
Callum Skinner (né le 20 août 1992 à Glasgow) est un coureur cycliste britannique, spécialiste de la piste.
Alors relativement peu connu, il se révèle en 2016 en participant à la domination des pistards britanniques en devenant champion olympique de vitesse par équipes, associé à Philip Hindes et Jason Kenny, puis vice-champion olympique de vitesse individuelle.

## Biographie

### Jeunesse et débuts
Callum Skinner est né à Glasgow, en Écosse. Il déménage à Bruntsfield un quartier d'Édimbourg à l'âge de 12 ans et fréquente le James Gillespie's High School. Il commence le cyclisme en 2004, inspiré par les succès de Chris Hoy aux Jeux olympiques d'été de 2004 à Athènes.
En 2008, il devient de Grande-Bretagne dans sa catégorie d'âge en battant le record national du 200 mètres lancé, détenu par Hoy. Plus tard cette année-là, il est le premier vainqueur du Trophée Chris Hoy, récompensant le jeune pistard le plus prometteur d'Édimbourg. Il le reçoit des mains de Hoy lui-même.

### Carrière
En 2010, Skinner rejoint la Senior Academy de British Cycling. Il représente l'Écosse aux Jeux du Commonwealth de 2010, terminant notamment quatrième de la vitesse par équipes. L'année suivante, il remporte deux médailles aux championnats d'Europe espoirs, remportant une médaille de bronze en vitesse individuelle et une d'argent en vitesse par équipes aux côtés de Peter Mitchell et Philip Hindes. Malgré son titre de champion de Grande-Bretagne de vitesse, il n'est pas retenu aux Jeux olympiques de 2012 à Londres en raison d'une bosse dans le cou, que les médecins avaient initialement diagnostiqués comme un lymphome. Des biopsies ont par la suite prouvées que la masse n'était pas cancéreuse, mais la peur lui avait valu de s'éloigner du sport,. Il est ensuite intégré au British Cycling Olympic Podium Programme en 2013.
En janvier 2014, il obtient son premier podium en Coupe du monde, se classant troisième de la vitesse par équipes à Guadalajara, puis représente une nouvelle fois l'Écosse aux Jeux du Commonwealth de 2014. La même année, il remporte quatre titres aux championnats de Grande-Bretagne. En octobre, il devient champion d'Europe du kilomètre.
En janvier 2016, il remporte la vitesse par équipes sur la manche de Coupe du monde organisée à Hong Kong. En mars, il est huitième du tournoi de vitesse aux mondiaux sur piste de Londres. Avec l'équipe de vitesse, il termine seulement sixième de la vitesse par équipes, offrant peu d'espoirs de médailles aux Jeux olympiques qui approchent.
Aux Jeux olympiques d'été de 2016, il fait partie de l'équipe qui remporte la médaille d'or en vitesse par équipes. Associé à Philip Hindes et Jason Kenny, le trio crée la surprise en établissant un record olympique de 42,440 secondes en finale contre les grands favoris néo-zélandais,. Skinner qui ne compte aucun podium mondial est la révélation de ces Jeux, puisqu'il atteint la finale du tournoi de vitesse individuelle, où il remporte la médaille d'argent, battu 2-0 par le champion en titre Kenny dans une finale 100% britannique. Les performances des britanniques et en particulier celles de Skinner au cours de ces Jeux attirent la stupéfaction de certains suiveurs et de certains adversaires,.
Il traverse ensuite une période sans résultats probants. Il obtient comme meilleure performance une médaille de bronze sur le kilomètre aux Jeux du Commonwealth de 2018.
En mars 2019, il annonce à 26 ans sa retraite de la compétition afin de plaider en faveur d'une amélioration des droits et des conditions de travail des sportifs. Il invoque également des ennuis de santé et le besoin de faire autre chose. Dans une interview donnée en juin de la même année, il explique avoir souffert de dépression et qu'il y a connu peu de compréhension et d'empathie dans son environnement sportif, ce qui l'a finalement poussé à mettre fin à sa carrière cycliste.

### L'après carrière
Après la fin de sa carrière de coureur, il travaille pour « Global Athlete », une entité fondée en 2019 qui représente les athlètes. 
En octobre 2020, il ouvre avec ses anciens collègues pistards Owain Doull et Philip Hindes un café à Édimbourg. Certaines parties du mobilier de leur café sont fabriquées à partir de parties du vélodrome de Meadowbank, l'endroit même où Callum a commencé sa carrière.
En 2021, Skinner présente des lunettes conçues spécialement pour les cyclistes qui leur permettent de voir ce qu'il y a derrière eux. Il a développé ces lunettes (HindSight glasses) en collaboration avec le physicien Alex McDonald. L'invention a remporté le Scottish Edge Award l'année précédente.

## Palmarès

### Jeux olympiques
| Édition / Épreuve | Keirin | Vitesse individuelle | Vitesse par équipes                    |
| Rio 2016          | 25e    | Argent               | Or (avec Philip Hindes et Jason Kenny) |

### Championnats du monde
- Saint-Quentin-en-Yvelines 2015
  - 7e du kilomètre
  - 8e de la vitesse par équipes
  - 23e de la vitesse individuelle[21]
- Londres 2016
  - 6e de la vitesse par équipes
  - 8e de la vitesse individuelle[22]
- Hong Kong 2017
  - 14e de la vitesse individuelle (éliminé en 1/8 de finale)[23]
- Apeldoorn 2018
  - 9e du kilomètre[24]

### Coupe du monde
- 2013-2014
  - 3e de la vitesse par équipes à Guadalajara
- 2014-2015
  - 1er de la vitesse par équipes à Guadalajara (avec Philip Hindes et Jason Kenny)
- 2015-2016
  - 1er de la vitesse par équipes à Hong Kong (avec Philip Hindes et Jason Kenny)
- 2017-2018
  - 2e de la vitesse par équipes à Milton
  - 3e du kilomètre à Manchester

### Jeux du Commonwealth
| Édition / Épreuve | Kilomètre | Keirin   | Vitesse individuelle | Vitesse par équipes |
| Dehli 2010        | 8e        |          | 1er tour             | 4e                  |
| Glasgow 2014      |           | 1er tour | 1er tour             | 5e                  |
| Gold Coast 2018   | Bronze    | 1er tour |                      |                     |

### Championnats d'Europe
| Espoirs - Anadia 2011 - Médaillé d'argent de la vitesse par équipes espoirs - Médaillé de bronze de la vitesse individuelle espoirs | Élites - Panevėžys 2012 - Médaillé de bronze de la vitesse par équipes - Baie-Mahault 2014 - Champion d'Europe du kilomètre |

### Championnats de Grande-Bretagne
- 2012
  -  Champion de Grande-Bretagne de vitesse individuelle
- 2014
  -  Champion de Grande-Bretagne du kilomètre
  -  Champion de Grande-Bretagne du keirin
  -  Champion de Grande-Bretagne de vitesse individuelle
  -  Champion de Grande-Bretagne de vitesse par équipes (avec Jason Kenny et Philip Hindes)